# Regeringen Cazeneuve
Regeringen Cazeneuve var den 39:e regeringen under den femte franska republiken. Den leddes av Bernard Cazeneuve som utsågs till Frankrikes premiärminister den 6 december 2016, efter att Manuel Valls avgick från posten för att ge sig in i presidentkampen..
Regeringen Cazeneuve blev den femte och sista som deklarerades av president François Hollande. Den efterträddes den 17 maj 2017 av regeringen Philippe.

## Ministrar
|  | Titel                                                                     | Namn                                                                | Parti    |  |
|  | ------------------------------------------------------------------------- | ------------------------------------------------------------------- | -------- |  |
|  | Premiärminister                                                           | Bernard Cazeneuve                                                   | PS       |  |
|  | Utrikesminister                                                           | Jean-Marc Ayrault                                                   | PS       |  |
|  | Miljö- och energiminister                                                 | Ségolène Royal                                                      | PS       |  |
|  | Utbildningsminister                                                       | Najat Vallaud-Belkacem                                              | PS       |  |
|  | Ekonomi- och finansminister                                               | Michel Sapin                                                        | PS       |  |
|  | Socialminister                                                            | Marisol Touraine                                                    | PS       |  |
|  | Försvarsminister                                                          | Jean-Yves Le Drian                                                  | PS       |  |
|  | Justitieminister                                                          | Jean-Jacques Urvoas                                                 | PS       |  |
|  | Arbetsmarknadsminister                                                    | Myriam El Khomri                                                    | PS       |  |
|  | Landsbygdsminister                                                        | Jean-Michel Baylet                                                  | PRG      |  |
|  | Inrikesminister                                                           | Bruno Le Roux (till 21 mars 2017) Matthias Fekl (från 21 mars 2017) | PS       |  |
|  | Jordbruksminister Regeringens talesperson                                 | Stéphane Le Foll                                                    | PS       |  |
|  | Territorie- och bostadsminister                                           | Emmanuelle Cosse                                                    | PÉ       |  |
|  | Kultur- och kommunikationsminister                                        | Audrey Azoulay                                                      | Partilös |  |
|  | Minister med ansvar för familje- och barnfrågor samt kvinnors rättigheter | Laurence Rossignol                                                  | PS       |  |
|  | Minister med ansvar för statlig förvaltning                               | Annick Girardin                                                     | PRG      |  |
|  | Minister med ansvar för städer, ungdomar och föreningsliv                 | Patrick Kanner                                                      | PS       |  |
|  | Minister med ansvar för Frankrikes utomeuropeiska områden                 | Erika Bareigts                                                      | PS       |  |